# Neoplocaederus multipunctatus
Neoplocaederus multipunctatus es una especie de escarabajo longicornio del género Neoplocaederus, tribu Cerambycini, subfamilia Cerambycinae. Fue descrita científicamente por Atkinson en 1953.

## Descripción
Mide 24-25 milímetros de longitud.

## Distribución
Se distribuye por Costa de Marfil y República Democrática del Congo.